# Věvrov
Věvrov je malá vesnice, část města Horšovský Týn v okrese Domažlice v Plzeňském kraji. Nachází se asi čtyři kilometry severně od Horšovského Týna. Je zde evidováno 21 adres. V roce 2011 zde trvale žilo 20 obyvatel.
Věvrov je také název katastrálního území o rozloze 4,05 km².

## Historie
První písemná zmínka o vesnici pochází z roku 1379.
Narodil se zde dne 17. září 1732 generálmajor Maxmilián Reisinger z Reisingeru.

## Obyvatelstvo
| Rok            | 1869 | 1880 | 1890 | 1900 | 1910 | 1921 | 1930 | 1950 | 1961 | 1970 | 1980 | 1991 | 2001 | 2011 | 2021 |
| -------------- | ---- | ---- | ---- | ---- | ---- | ---- | ---- | ---- | ---- | ---- | ---- | ---- | ---- | ---- | ---- |
| Počet obyvatel | 179  | 190  | 169  | 171  | 183  | 175  | 175  | 89   | 67   | 68   | 37   | 20   | 25   | 20   | 19   |
| Počet domů     | 18   | 18   | 18   | 19   | 18   | 18   | 27   | 23   | 16   | 16   | 13   | 12   | 12   | 14   | 14   |

## Obecní správa
Při sčítání lidu v letech 1850–1879 Věvrov byl osadou obce Semněvice v okrese Horšův Týn. V letech 1880–1959 byl samostatnou obcí v okrese Horšovský Týn (v letech 1850–1910 Horšův Týn). V letech 1960–1971 byl znovu částí obce Semněvice v okrese Domažlice. Od 26. listopadu 1971 je částí města Horšovský Týn v okrese Domažlice, kdy se konaly městské volby.

## Pamětihodnosti
V katastrálním území vesnice se nachází pozůstatky věvrovského hradiště. Nalezené zlomky keramiky neumožnily jeho datování, pouze z příkopu pochází jediný střep, na jehož základě se někdy předpokládá vznik hradiště v době hradištní.

## Osobnosti
- Thomas Starzl (1926–2017) –  americký chirurg, průkopník transplantací. Z Věvrova pocházeli jeho předkové.

## Galerie

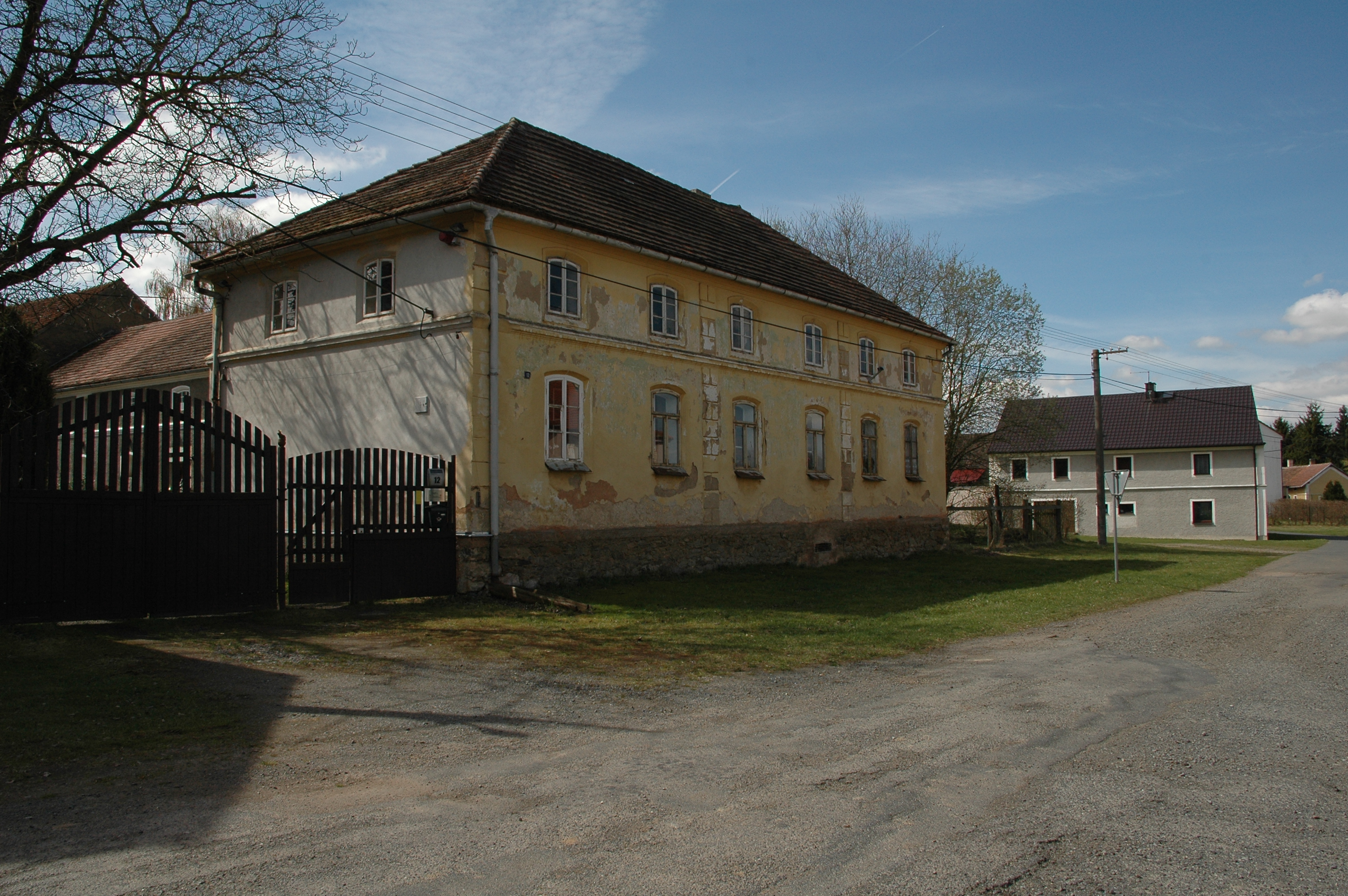
Dům na návsi
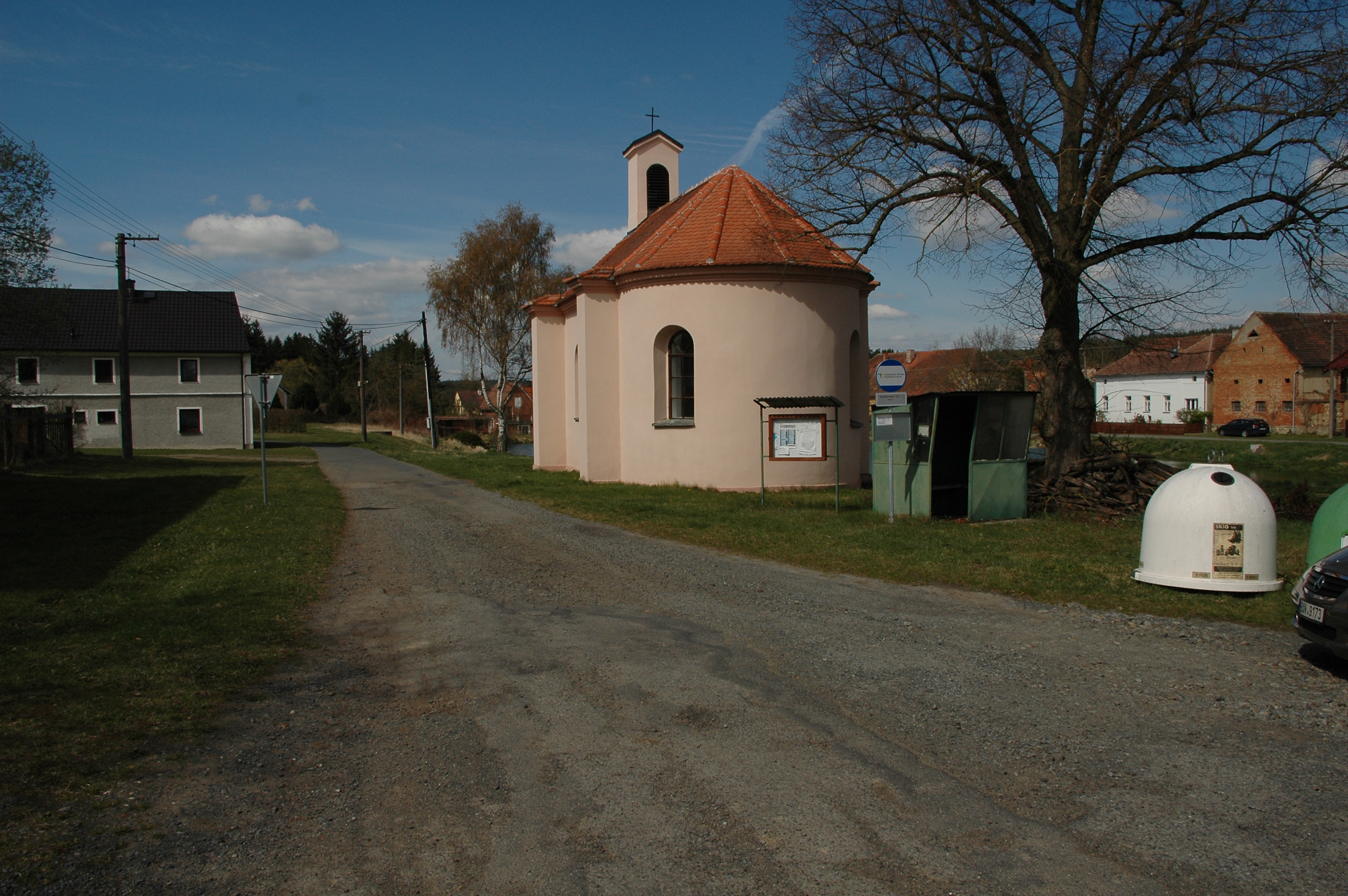
Kaplička
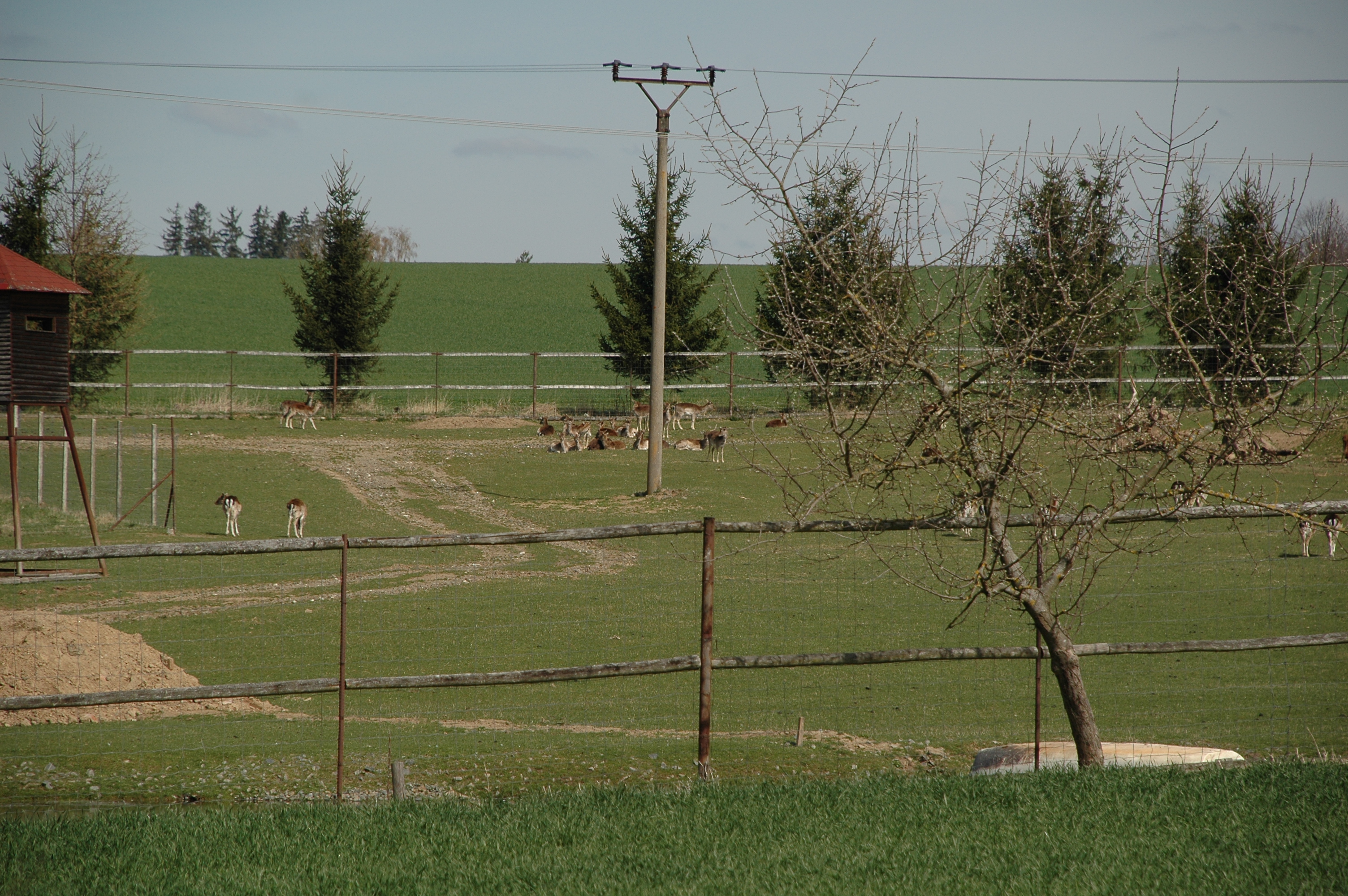
Farma daňků